# Felice di Genova
San Felice di Genova (IV secolo) è considerato uno dei primi quattro vescovi della città insieme a San Valentino, San Siro e San Romolo.

## Biografia
Non è nota l'esatta successione dei quattro presuli e neppure l'epoca in cui vissero. Si ritiene che appartengano al IV secolo (posteriori all'editto di Milano del 313). Sono tutti e quattro citati da Jacopo da Varagine nel suo "Chronicon Januense". La cronotassi più comunemente accettata è la seguente: San Valentino, San Felice, San Siro, San Romolo.
Mentre su San Siro e San Romolo vi è una discreta quantità di dati, di San Valentino rimane solo una citazione in un antifonario e di San Felice nulla più che la citazione di Jacopo da Varagine.
Le loro reliquie sarebbero state deposte prima nella chiesa dei Dodici Apostoli (poi dedicata a San Siro), prima cattedrale di Genova (fuori le mura) e tutt'oggi esistente nel centro storico della città, e poi traslate (in toto o in parte) nella nuova cattedrale di San Lorenzo nel 985 ad opera del vescovo Giovanni IV , dove riposano tutt'oggi sotto l'altare maggiore.
San Felice risulta così essere il meno conosciuto dei quattro protovescovi di Genova.